# Astrebla-Downs-Nationalpark
Der Astrebla-Downs-Nationalpark (engl. Astrebla Downs National Park) ist ein 1740 km² großes Schutzgebiet im australischen Bundesstaat Queensland. Der Nationalpark wurde 1999 gegründet.

## Lage
Er liegt isoliert im Outback, etwa 1300 Kilometer westlich von Brisbane. Der nächstgelegene Ort ist Bedourie. Eine Verbindung von dort zum Nationalpark gibt es jedoch nicht, zumal der Park nicht für die Öffentlichkeit zugänglich ist.

## Flora und Fauna
Der Nationalpark spielt eine wichtige Rolle bei der Erhaltung des Großen Kaninchennasenbeutlers, von dem es um 1992 nur noch etwa 600 in ganz Queensland gab. Wegen der dabei erzielten Erfolge wurde der Park vom WWF ausgezeichnet.
Eine weitere bedrohte Tierart, die im Park vorkommt, ist der Steppenläufer.
Die Bezeichnung Astrebla nimmt Bezug auf eine in Australien vorkommende Grasart.
Im Jahr 2009 wurde das Gebiet von einer schweren Rattenplage heimgesucht, aufgrund der mit einer verstärkten Zuwanderung von verwilderten Katzen gerechnet wird, die wiederum den Bestand an Kaninchennasenbeutlern gefährden könnte.